# Karlie Noon
Karlie Alinta Noon est une astronome aborigène australienne. Elle mène ses recherches à l'Université nationale australienne.

## Biographie

### Enfance
Noon fait partie du peuple Kamilaroi. Elle grandit à Coledale, une petite ville près de Tamworth, le centre de la musique country de l'Australie, avec une disparité importante entre les personnes de différentes classes sociales.  Elle se décrit comme étant "une enfant autochtone pauvre ; cela a définitivement influencé mon expérience du système d'éducation et je n'y ai tout simplement pas été vue". Elle y décrit son "terrible taux de fréquentation" au lycée et sa réussite en sciences grâce au tutorat et à l'aide d'un mentor. Le soutien et les encouragements de sa famille proche, et en particulier de sa grand-mère, lui ont permis d'avoir la confiance nécessaire pour se lancer dans une carrière scientifique. 

### Formation et carrière
Noon trouve que la scolarité et l'éducation traditionnelles au lycée ne lui conviennent  pas et reçoit une grande partie de sa formation initiale en mathématiques d'un mentor, une amie de sa grand-mère qui est venu chez elle lui donner des cours de mathématiques. Elle a ensuite obtenu un double diplôme en mathématiques et physique à l'Université de Newcastle, puis a étudié à l'Université nationale australienne à Canberra,. Noon a ensuite travaillé pour le programme STIM pour les autochtones au CSIRO,. Ses recherches portent sur l'astronomie et l'astrophysique. Elle étudie l'astronomie des Aborigènes d'Australie et notamment les Halos de 22° et leur récurrence dans les contes aborigènes et européens. Son master de recherche porte sur les nuages interstellaires. En 2017, elle est l'une des 100 femmes de la BBC. En 2019, elle est nommée au prix Eureka 2019.

## Récompenses et distinctions
- 2019 : Finaliste des Eureka Prizes (en)[14]
- 2017 : Prix 100 Women de la BBC[15]

## Communication médiatique et scientifique
Noon travaille également dans la médiation scientifique, espérant ouvrir la porte aux STIM pour les personnes issues de minorités,. Dans une interview publié dans The Northern Daily Leader (en), elle dit vouloir lancer l'idée que n'importe qui peut faire carrière dans les STIM, "tout le monde a droit à l'égalité des chances, y compris les jeunes femmes, y compris les jeunes aborigènes et insulaires du détroit de Torres". Noon a travaillé avec le CSIRO pour trouver des candidats pour les prix STIM pour les autochtones. Elle travaille également pour inspirer d'autres jeunes enfants à s'engager dans les STIM, y compris les peuples autochtones et les personnes issues de groupes socio-économiques défavorisés. Elle a également plaidé pour plus de diversité dans les STIM. "Les filles peuvent absolument le faire et y arriver aussi bien que n'importe quelle autre personne". 
En août 2020, l'Observatoire de Sydney a nommé Noon son premier ambassadeur de l'astronomie.

## Ouvrages
- Karlie Noon; Krystal De Napoli (2022). Astronomy: Sky Country (First Knowledges, 4). Thames & Hudson.  (ISBN 9781760762162)[19]